# Nunataki Kol'cova
Nunataki Kol'cova är en nunatak i Antarktis. Den ligger i Östantarktis. Argentina och Storbritannien gör anspråk på området. Toppen på Nunataki Kol'cova är 1 220 meter över havet.
Terrängen runt Nunataki Kol'cova är huvudsakligen kuperad, men den allra närmaste omgivningen är platt. Trakten är obefolkad. Det finns inga samhällen i närheten.